# Le Jardin secret (film, 2020)
Pour les articles homonymes, voir Le Jardin secret (homonymie).
Pour plus de détails, voir Fiche technique et Distribution.
Le Jardin secret (The Secret Garden) est un film britannique réalisé par Marc Munden (en), adapté du roman homonyme de F. H. Burnett (1911), sorti en 2020.

## Synopsis
À la mort de ses parents, la jeune Mary Lennox, enfant solitaire à l’imagination débordante, quitte l’Inde pour rejoindre la campagne Britannique. Exilée dans le manoir de son oncle Archibal, elle fera la rencontre de son cousin Colin, d’un jeune garçon nommé Dickon, de l'adorable chien Fozzie et d’un ingénieux rouge-gorge. Ensemble, ils partageront la découverte d’un jardin magique et merveilleux qui marquera le début d’une aventure et d’une amitié hors du commun.

## Fiche technique
Sauf indication contraire, les informations mentionnées dans cette section peuvent être confirmées par la base de données cinématographiques IMDb,  présente dans la section « Liens externes ».
- Titre original : The Secret Garden
- Titre français : Le Jardin secret
- Réalisation : Marc Munden
- Scénario : Jack Thorne, d'après le roman Le Jardin secret de Frances Hodgson Burnett
- Conception de production : Grant Montgomery
  - Décors : Pilar Foy, Elaine Kusmishko, Ashley Winter
- Costumes : Michele Clapton
- Photographie : Lol Crawley
- Musique : Dario Marianelli
- Production : Rosie Alison, Sidney Kimmel
- Sociétés de production : Sky Cinema (Royaume-Uni) ; STX Films (États-Unis) ; Studiocanal (France)
- Société de distribution : Studiocanal
- Pays d'origine :  Royaume-Uni
- Langue originale : anglais
- Dates de sortie : 
  - Taïwan : 8 juillet 2020
  - USA : 7 août 2020 (en VOD)
  - Royaume-Uni : 23 octobre 2020
  - France : 23 octobre 2020 (diffusion à la télévision sur Canal +)[1]

## Distribution
- Dixie Egerickx (en) (VF : Clara Quilichini ; VQ : Charlotte Saint-Martin) : Mary Lennox
- Colin Firth (VF : Christian Gonon ; VQ : Jean-Luc Montminy) : Archibald Craven
- Julie Walters (VF : Françoise Vallon ; VQ : Johanne Léveillé) : Mme Medlock
- Edan Hayhurst (en) (VF : Aloïs Agaësse-Mahieu ; VQ : Lorik Saxena) : Colin Craven
- Amir Wilson (en) (VF : Kylian Trouillard ; VQ : Adam Moussamih) : Dickon
- Isis Davis (VF : Déborah Claude ; VQ : Cynthia Trudel) : Martha
- Maeve Dermody (VF : Julia Boutteville) : Alice

Version française dirigée par Valérie Siclay aux studios Dubbing Brothers, d'après une adaptation des dialogues de Franck Hervé.
 Source et légende : version française (VF) sur RS Doublage et version québécoise (VQ) sur Doublage Québec

## Sortie
Le film devait sortir initialement le 3 avril 2020 au Royaume-Uni,, mais en raison de la pandémie de Covid-19, sa sortie a été repoussée une première fois au 14 août 2020,, puis au 23 octobre 2020. Il est cependant diffusé à partir du 8 juillet 2020 à Taïwan. En France, il est diffusé en exclusivité sur la chaîne cryptée Canal+ dès le 23 octobre 2020.